# Contre
Contre település Franciaországban, Somme megyében. Lakosainak száma 146 fő (2022. január 1.). Contre Brassy, Conty, Courcelles-sous-Thoix, Fleury, Frémontiers és Velennes községekkel határos.

## Népesség
A település népességének változása:
| Lakosok száma | 152  | 165  | 167  | 153  | 147  | 146  | 144  | 143  | 146  |
|               | 2013 | 2015 | 2016 | 2017 | 2018 | 2019 | 2020 | 2021 | 2022 |